# حلفاء (وادي بني خالد)
حلفاء منطقة سكنية تقع في ولاية وادي بني خالد، التابعة لمحافظة شمال الشرقية في سلطنة عمان. يقدر عدد سكانها بـ 322 نسمة حسب إحصاء عام 2010 التابع للمركز الوطني للإحصاء والمعلومات الحكومي. رمز المنطقة هو 90520020.

## الوصلات الخارجية
- المركز الوطني للإحصاء والمعلومات، سلطنة عمان